# 26955 Lie
26955 Lie este un asteroid din centura principală de asteroizi.

## Descriere
26955 Lie este un asteroid din centura principală de asteroizi. A fost descoperit pe 30 iunie 1997 la Prescott (Arizona) de Paul G. Comba. Asteroidul prezintă o orbită caracterizată de o semiaxă mare de 2,30 ua, o excentricitate de 0,09 și o înclinație de 23,6° în raport cu ecliptica.